# Cantonul Houeillès
Cantonul Houeillès este un canton din arondismentul Nérac, departamentul Lot-et-Garonne, regiunea Aquitania, Franța.

## Comune
- Allons
- Boussès
- Durance
- Houeillès (reședință)
- Pindères
- Pompogne
- Sauméjan